# Paveway

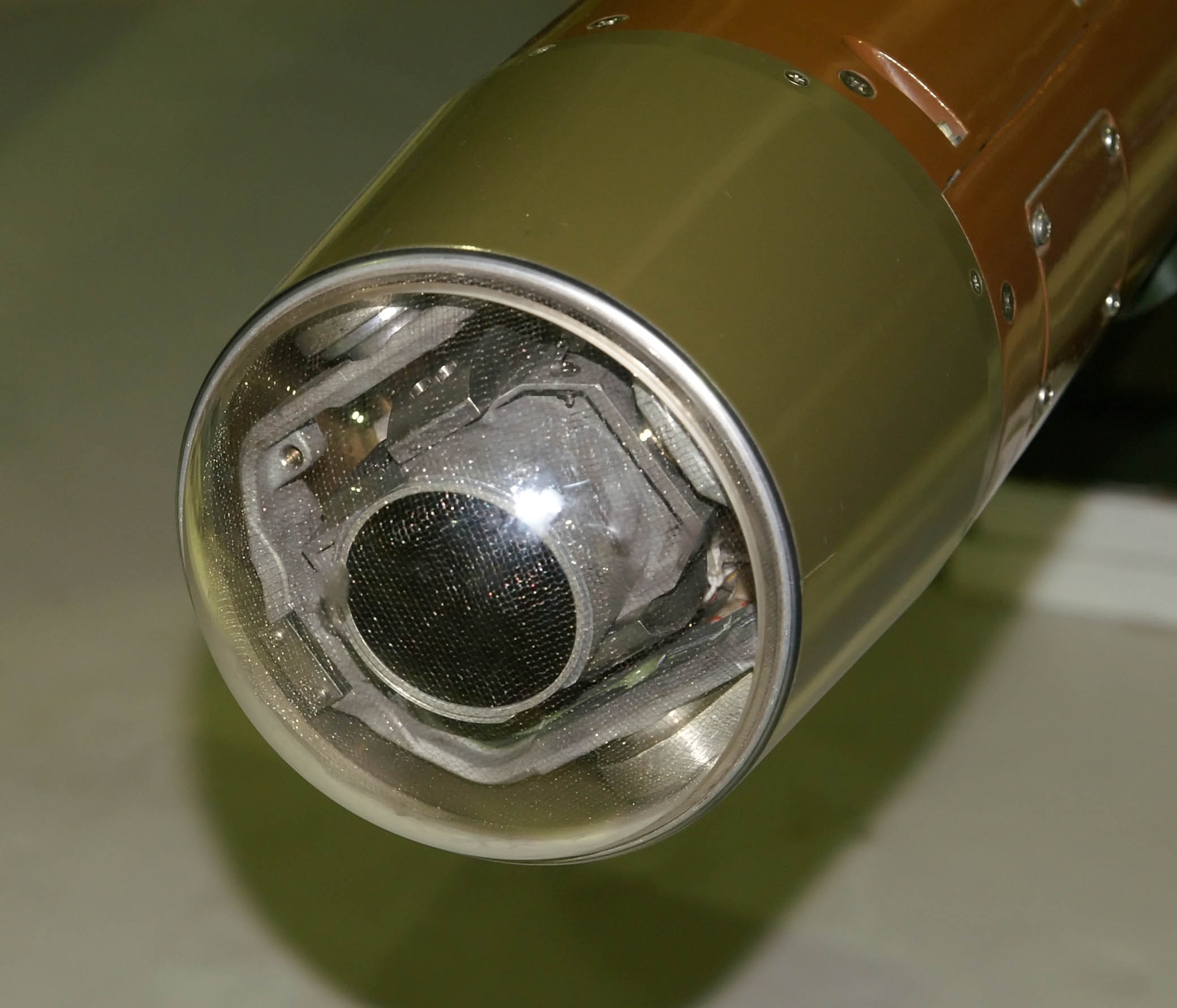
Głowica naprowadzająca bomby Paveway III, RAF Museum w Hendon, Londyn.

Paveway – nazwa serii amerykańskich bomb lotniczych naprowadzanych laserowo. PAVE jest akronimem nazwy Precision Avionics Vectoring Equipment (ang. precyzyjnie wektorujące wyposażenie awioniczne) i jest używany także w nazwach znaczników laserowych do naprowadzania tego typu bomb, takich jak:
- Pave Penny
- Pave Spike
- Pave Tack
- Pave Knife

Używany jest także w nazwach wersji specjalnych samolotów i śmigłowców wyposażonych w specjalizowaną awionikę, takich jak AC-130U Pave Spectre i MH-60 Pave Hawk.
Seria kierowanych laserowo bomb Paveway została opracowana przez Texas Instruments w 1964 roku. Cały program rozwojowy przeprowadzono nakładem bardzo małych środków, kładąc jednocześnie nacisk na prostotę i ekonomikę nowego systemu uzbrojenia. W rezultacie otrzymano nieskomplikowane i tanie uzbrojenie o wysokiej skuteczności. Jako prototypu uzbrojenia użyto w charakterze głowicy bojowej bomby Mk 117. Pierwsze testy przeprowadzono w kwietniu 1965 roku, a w 1968 wysłano prototypową serię do Wietnamu celem przetestowania w warunkach bojowych. 
Paveway jest zestawem urządzeń dołączanych do standardowych bomb składającym się z głowicy naprowadzającej zasilanej baterią, zestawu lotek przednich do korygowania lotu bomby i zestawu skrzydeł tylnych, umożliwiających szybowanie bomby do celu. Broń jest naprowadzana pasywnym samosterującym systemem laserowym: głowica naprowadzająca wykrywa promienie lasera wysyłane ze znacznika i odbite od celu, a systemy kierowania bombą przy pomocy powierzchni sterowych naprowadzają ją w kierunku celu. 
Bomby serii Paveway, obecnie nazywane Paveway I, dały początek zmodyfikowanej na początku lat 70. XX wieku serii bomb Paveway II z uproszczoną i bardziej niezawodną głowicą naprowadzającą i składanymi skrzydłami tylnymi o większej powierzchni polepszającymi zdolność szybowania bomby. Oba rodzaje bomb Paveway I i Paveway II używają prostego systemu sterującego nazywanego 'bang-bang', gdyż wychylenia przednich powierzchni sterowych mają bardzo duży skok, co powoduje bardzo gwałtowne manewry (szarpnięcia) bomby podczas opadania. Taki sposób sterowania nie wpływał znacząco na celność bomby, ale tracona w ten sposób energia rzutowała na jej zasięg skuteczny. W konsekwencji najczęściej zrzucano bomby Paveway I i II jak zwykłe bomby, po krzywej balistycznej uruchamiając system naprowadzający w końcowej fazie jej lotu w celu dokładniejszego trafienia.

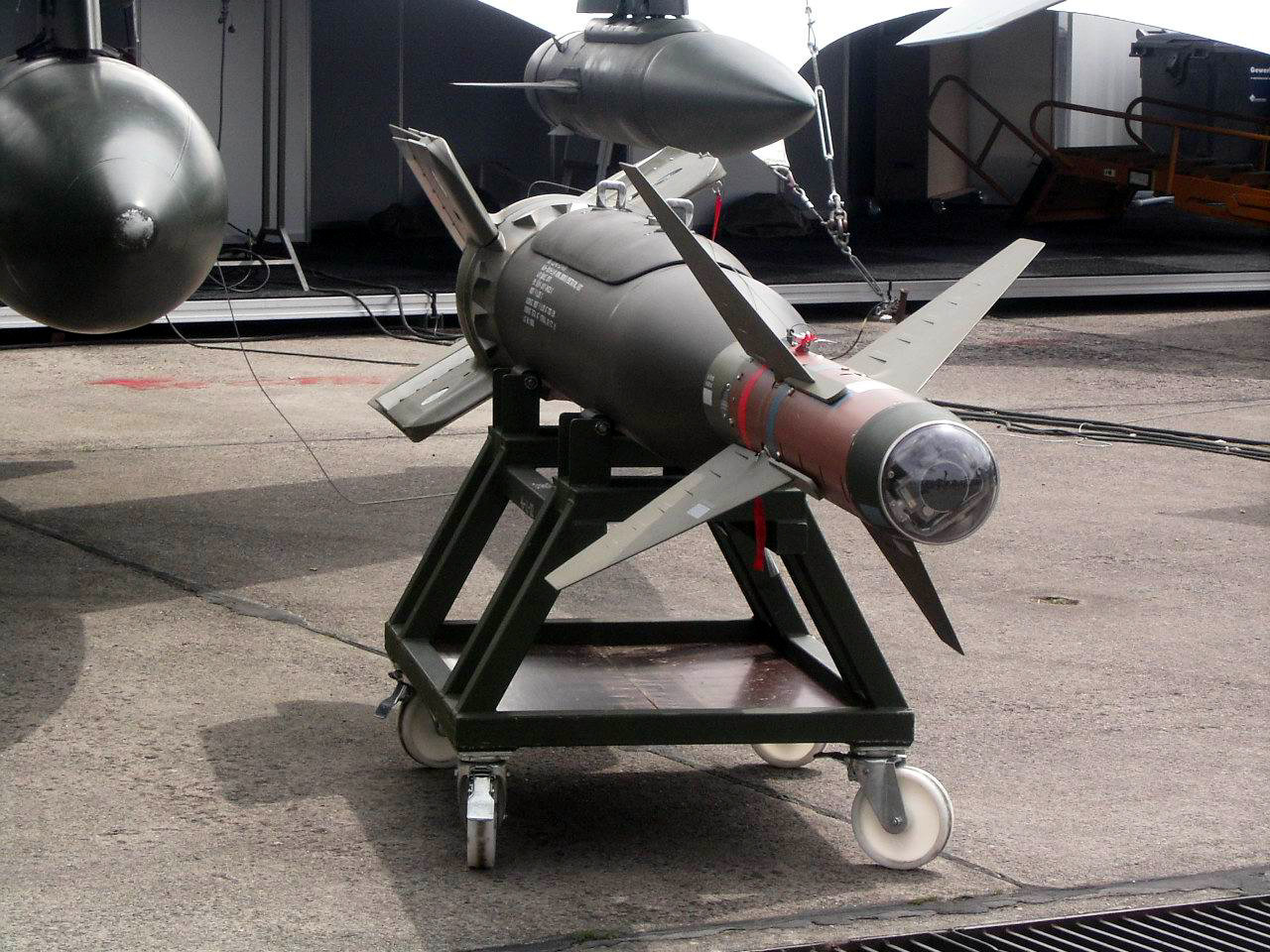
Paveway III

W 1976 roku dla celów USAF skonstruowano nową generację bomb nazwaną Paveway III, która weszła do uzbrojenia w 1986 roku. System Paveway III wyposażony jest w bardziej wyrafinowaną głowicę naprowadzającą o szerszym polu widzenia i naprowadzaniem proporcjonalnym minimalizującym straty energii podczas korekcji kursu. Paveway III ma znacznie większy zasięg lotu i lepszą celność niż poprzedni Paveway II, ale jest też droższy co ogranicza jego użycie do ataków tylko na bardzo ważne cele. Chociaż zestaw Paveway III został opracowany do użycia z mniejszymi bombami typu Mk 82, to niestabilność aerodynamiczna i zmniejszona efektywność takiego zestawu wymusiła jego zastosowanie tylko do większych bomb o masie 2000 funtów (909 kg) takich jak Mk 84 i BLU-109. Zestaw naprowadzający Paveway III był także używany z bombami penetrującymi GBU-28/B podczas wojny w Zatoce Perskiej.
Zaawansowana seria Paveway IV została zaprojektowana dla kontrahentów zagranicznych takich jak brytyjski RAF.
Obecnie używane przez armię amerykańską zestawy Paveway zostały zmodyfikowane poprzez dodanie modułu odbiornika GPS zwiększającego skuteczność broni przy złych warunkach pogodowych.
Obecnie używane systemy serii Paveway:
- GBU-10 Paveway II z bombą Mk 84 o masie 2000 lb (909 kg)
- GBU-12 Paveway II z bombą Mk 82 o masie 500 lb (227 kg)
- GBU-16 Paveway II z bombą Mk 83 o masie 1000 lb (454 kg)
- GBU-24 Paveway III z bombą Mk 84 o masie 2000 lb (909 kg)
- GBU-27 Paveway III z bombą penetrującą BLU-109 o masie 2000 lb (909 kg)
- Paveway IV z bombą o masie 227 kg

Producentem bomb typu Paveway jest Raytheon. Podobny system naprowadzający JDAM produkuje Boeing.

## Użytkownicy serii Paveway
- United States Air Force i United States Navy
- Siły Powietrzne RP (GBU-12E/B, GBU-24)
- Królewskie Saudyjskie Siły Powietrzne (GBU-24)
- Royal Australian Air Force (GBU-10)
- Polemikí Aeroporía (GBU-12, GBU-16, GBU-24)
- Ejército del Aire (GBU-10, GBU-16, GBU-24)
- Heyl ha'Avir (GBU-27)
- Royal Canadian Air Force (GBU-12)
- Królewskie Malezyjskie Siły Powietrzne (GBU-10, GBU-12)
- Pakistan Air Force (GBU-10, GBU-12)

- Siły Powietrzne Republiki Singapuru (GBU-10, GBU-12)
- Svenska flygvapnet (GBU-12)
- Kong Thab Akat Thai (Paveway II)
- Siły Powietrzne Republiki Chińskiej
- Royal Air Force (GBU-10, GBU-12, GBU-24)
- Aeronautica Militare (GBU-12, GBU-16)
- Siły Powietrzne Zjednoczonych Emiratów Arabskich (GBU-10, GBU-12, GBU-24)